# Garcia de Sá

Armas de las provincias de Bardez y Salcete, integradas en Goa en el mandato de Garcia de Sá como 14º gobernador de la India.

Garcia de Sá (Oporto, ? - Goa, 13 de junio de 1549), fue el 14º gobernador de la India (1548), sucediendo a D. João de Castro, un cargo de mucho prestigio y en el que falleció, siendo enterrado en la capilla mayor de la iglesia de Nuestra Señora del Rosario en Goa. En su corto gobierno, integró en el territorio de Goa las provincias de Bardez y Salcete y consiguió que el rey de Tanor se convirtiese al cristianismo.

## Biografía
García de Sá nació en Oporto, hijo de João Rodrigues de Sá, camarero-mayor (camareiro-mor) y fidalgo do Conselho de Alfonso V de Portugal, quien le cedió los condados de Massarelos (15 de marzo de 1468) y de São João da Foz (29 de diciembre de 1469), alcalde-mayor de Oporto de iure y heredad (16 de junio de 1449), señor de Sever, Barreiro, Paiva, Baltar, Gondomar, Aguiar de Sousa y Bouças (13 de febrero de 1459, etc.) y de su 3ª esposa, D. Juana de Albuquerque (casados con confirmación real del 21 de junio de 1484, recibiendo ella de arras los señoríos de Gondomar y Aguiar de Sousa).
García de Sá se casó con la bellísima D. Catarina Pires, «a flor de Miragaia», retratada por Camilo Castelo Branco, que murió en Goa en noviembre de 1546 y que se encuentra en un riquísimo cenotafio de mármol blanco en la pared de la capilla mayor de la iglesia de Nuestra Señora del Rosario, con la siguiente inscripción: «Aqui jaz D. Catarina molher de Garcia de Saa a qual pede a quem isto ler que peça misericordia a Deus para sua alma».
Tuvieron dos hijas, D. Joana de Albuquerque e D. Leonor de Sá, consideradas las mujeres portuguesas más bellas de su tiempo. Ambas se casaron el mismo día, en la Sé de Goa: Joana se casó con D. Joan António de Noronha (1517-50), capitán mayor de las naves de la India, hijo del virrey D. García de Noronha, con descendencia; Leonor se casó con Manuel de Sousa de Sepúlveda, la «História Trágico-Marítima» retrata y Luís de Camões canta, sin descendencia.
De García de Sá hay varias cartas y mandatos como gobernador y capitán-general de la India, así como cartas al rey y al secretario de Estado Pedro de Alcáçova Carneiro. Fue gobernador después de una larga y distinguida carrera en la India. El 28 de junio de 1522 asumió el cargo de gobernador y capitán-mayor (capitão-mor) de Malaca. En 1527 estuvo al mando de una flota que iba a las islas de San Miguel. El 22 de febrero de 1528 García de Sá, fidalgo de la Casa Real, tuvo una disposición para recibir 1000 reales, firmando el recibo por el valor de la venta que, con su hermano Francisco de Sá, hizo a D. João III de Portugal del oficio de tesorero de Oporto, que heredó de su padre. García de Sá fue señor de la quinta da Quintã, en Sardoura (Paiva), en el monasterio de Vila Boa do Bispo, y quien dio una dote a su hija D. Leonor, por delegación a distancia en la India, para Diogo Brandão Sanches, a 24 de octubre de 1549, registrada en plazo en 1552. Como D. Leonor no tuvo descendientes, entonces debería haber sido para la única hermana, Joana de Albuquerque.
| Predecesor: João de Castro | 14º gobernador de la India portuguesa 1548 — 1549 | Sucesor: Jorge Cabral |